# Crociera Italiana 1924

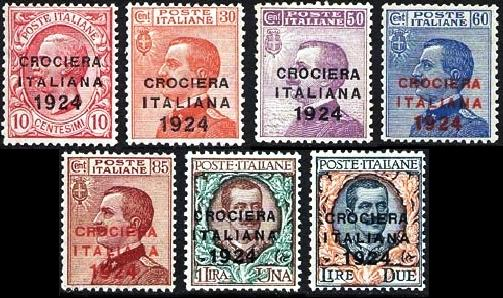

La "Crociera italiana 1924" è una serie di 7 francobolli emessi dal Regno d'Italia il 16 febbraio 1924 per commemorare la fiera campionaria galleggiante partita sulla nave Italia il 18 febbraio 1924 da La Spezia con l'intento di promuovere l'artigianato italiano nell'America Latina.
L'esperienza positiva della crociera della "Nave Italia", portò nel 1926, per volere anche di Alberto Pirelli, alla nascita dell'Istituto nazionale per il Commercio Estero.
I francobolli furono approntati soprastampando con la scritta CROCIERA ITALIANA 1924 alcuni valori della serie Michetti ed alcuni della Serie Floreale 1901. I valori nominali erano così suddivisi: 10 c. rosa; 30 c. arancio; 50 c. violetto; 60 c. azzurro; 85 c. bruno; 1 £ bruno e verde; 2 £ grigio e arancio.

## Storia dell'emissione
Nonostante l'emissione della serie abbia data ufficiale il 16 febbraio 1924, i francobolli soprastampati furono messi in vendita dal commissario di bordo dopo la partenza della nave e dunque il 18 febbraio, esclusivamente ai passeggeri e al personale addetto alla Crociera. Il commissario di bordo aveva il divieto assoluto di annullare col bollo postale i francobolli non applicati sulle corrispondenze, o di venderne in quantità superiore all'immediato fabbisogno di ogni acquirente. Inevitabilmente scoppiò uno scandalo perché la posta, se pure imbucata a bordo, troppo spesso arrivava a destinazione con valori non soprastampati e la stampa, dopo il ritorno della nave, parlò del gran daffare di un pezzo grosso dell'organizzazione al fine di collocare a Firenze la rimanenza, che era stimata in 16.000 serie complete. Nonostante tutto le rimanenze furono ancora consistenti e andarono distrutte nel 1962 insieme al famoso stock ministeriale incenerito per volontà del ministro Giovanni Spagnolli.

## La Crociera
La Crociera italiana del 1924 fu compiuta dalla nave Italia, partita da La Spezia il 18 febbraio 1924 con l'obiettivo di promuovere in America Latina i prodotti industriali, artigianali ed artistici italiani. Per affrontare tale impresa fu, per prima cosa, trasformata in nave passeggeri dotandola di saloni in stile italiano. Furono dunque allestiti ambienti idonei a esporre i diversi prodotti che dovevano figurare in vetrine allo stesso tempo solide ed eleganti. Si costruirono uffici per banca e posta, bar, ristoranti e varie segreterie. Impianti speciali per frequenti ricambi di aria furono installati nei locali interni della Mostra e fu potenziata la possibilità di produzione di energia elettrica. Importantissime decorazioni realizzate da Aristide Sartorio furono disposte nel vano dei due scaloni di prua e di poppa per offrire al visitatore una prima impressione di ciò che la Crociera voleva rappresentare. I locali espositivi erano articolati in sale dette: della seta, della lana, degli orafi e affini, dei cotoni, dei filati, della seta artificiale, dei prodotti chimici, dei profumi, dei medicinali, del libro. Vi era un atrio principale da cui si raggiungevano la direzione, gli uffici, i bar e l'ufficio cambio. Attigue erano la sala dei marmi, delle ceramiche e affini, la sala dei ministeri e delle rappresentanze ufficiali, il patronato industrie femminili e piccole industrie operaie, la sala dell'arredamento della casa, delle industrie belliche e affini, dell'industria della carta, la tipografia, la sala degli strumenti musicali, dei vini, dei liquori, dei prodotti alimentari, delle industrie elettriche e meccaniche, macchine per l'agricoltura. Vi era inoltre la sala delle automobili, dei cicli e dei motocicli. La Crociera ebbe un successo di pubblico senza precedenti che non si sfruttò in pieno poiché le vicende coloniali spostarono l'attenzione della storia dall'America latina all'Africa.

## Scheda Tecnica
- Stampa: tipografica
- Fogli: da 100 esemplari
- Filigrana: corona
- Dentellatura: 15 a pettine
- Validità: 18 settembre 1924
- Tiratura: 25.000 serie